# Ivete Sangalo
Ivete Sangalo, all'anagrafe Ivete Maria Dias de Sangalo (Juazeiro, 27 maggio 1972), è una cantante e attrice brasiliana.

Firma di Ivete Sangalo

Appartiene al genere Axé e alla Música Popular Brasileira, ed occasionalmente è stata attrice. Rappresenta una delle cantanti brasiliane di maggior successo, con all'attivo 6 album nel gruppo Banda Eva, più 25 da solista. Oltre che in patria, le sue canzoni sono particolarmente note anche in Portogallo e Capo Verde.

## Biografia

### Gli inizi con laBanda Eva
Ivete Sangalo ha trascorso l'infanzia nella sua città natale, Juazeiro, nello Stato di Bahia. La passione per la musica nacque grazie ad alcune esibizioni scolastiche; successivamente iniziò la sua carriera cantando nei bar. Dopo aver vinto un Prêmio Caimmi, l'equivalente dei Grammy Awards nello Stato di Bahia, fu contattata dalla Sony Music, che la scritturò.
Nel 1993, la Sony decise di ricomporre il gruppo axé Banda Eva e scelse Sangalo come voce della band. Con il suo volto carismatico, l'album d'esordio balzò subito ai primi posti delle classifiche musicali in Brasile. Il primo album della Sangalo registrato dal vivo con la Banda Eva, Banda Eva Ao Vivo, fu l'album di maggior successo della band, con oltre un milione di copie vendute.

### La carriera da solista
Nel 1997, Sangalo scelse di avviare una carriera da solista, e nel 1999 pubblicò il suo primo album in tal senso, intitolato semplicemente Ivete Sangalo, che ricevette riconoscimenti quali il disco d'oro e il disco di platino. L'anno successivo (il 2000) lanciò il secondo album, Beat Beleza, anch'esso premiato con il disco di platino.
Il 2001 vide l'uscita del terzo album della Sangalo, Festa, contenente l'omonima canzone, poi estratta come singolo e trasmessa sia in radio, sia in televisione attraverso un videoclip. Il singolo fece da traino al successo dell'album, che premiò nuovamente la cantante con il disco di platino. Inoltre, Festa divenne la canzone dell'anno 2001 in Brasile.
Nel 2002, il quarto album Se Eu Não te Amasse Tanto Assim (in italiano Se io non vi amassi così tanto), è una sorta di ringraziamento ai fan per le prime posizioni conquistate con Festa. L'album, in cui è presente anche un duetto con il cantante statunitense Brian McKnight, non ricevette lo stesso gradimento dell'album precedente, pur piazzandosi nella hit parade. In seguito, nel 2003, Sangalo pubblicò il quinto album, Clube Carnavalesco Inocentes Em Progresso. Sebbene sia stato premiato con il disco d'oro, quest'album rappresenta per il momento il meno venduto della carriera da solista della Sangalo.

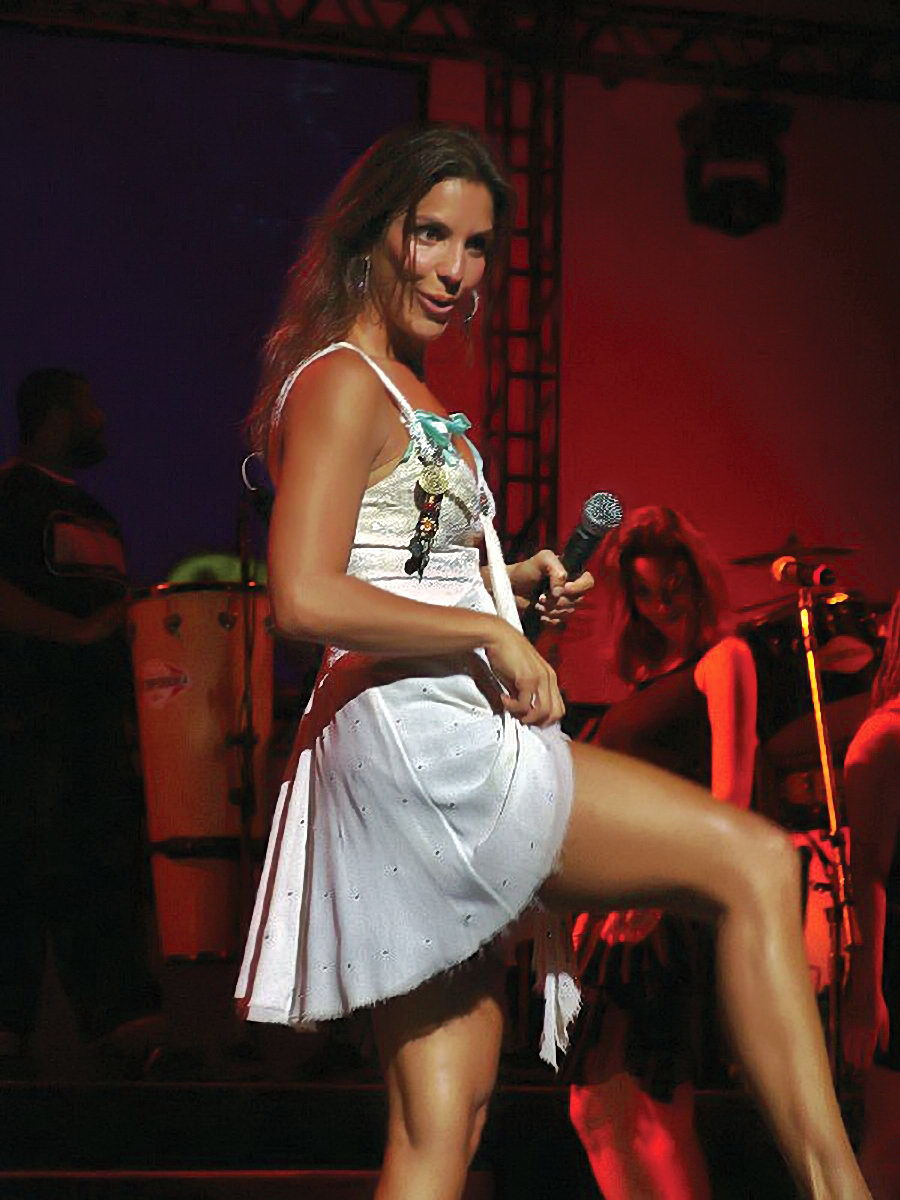
Ivete Sangalo in concerto

Al contrario, il sesto album, lanciato nel 2004, è stato il migliore in assoluto per la cantante brasiliana. MTV Ao Vivo, che fa parte della serie delle esibizioni trasmesse dalla MTV, è un album registrato dal vivo ed è una selezione di brani cantati dalla Sangalo, la maggior parte dei quali inediti fino ad allora, assieme ad alcune canzoni quando era ancora unita alla Banda Eva. Grazie soprattutto al brano "Sorte Grande", poi rinominato dal pubblico "Poeira" e cantato specialmente negli stadi, MTV Ao Vivo ottenne un grande volume di vendite, fu premiato con il disco di diamante e divenne il secondo album più venduto in Brasile nel 2004 Il brano fu inoltre incluso nella colonna sonora del videogioco Fifa 2005. Il DVD, che include il concerto tenutosi allo stadio Fonte Nova, ricevette tre dischi di diamante, vendette oltre 600 000 copie, diventando così il DVD musicale più venduto in Brasile di tutti i tempi ed il più venduto al mondo nel secondo semestre del 2005.
Il settimo album di Ivete Sangalo, As Supernovas, pubblicato nel 2005, ottenne tre dischi di platino in brevissimo tempo. L'album, che presenta musicalità leggermente più lente rispetto agli altri, presenta alcuni brani in stile anni settanta, con una forte influenza del cantante brasiliano Ed Motta, ed include anche il brano "Soy Loco por ti America" di Gilberto Gil. L'omonima canzone di quest'album venne utilizzata come sigla della telenovela América (trasmessa da Rede Globo), diventando in questo modo abbastanza nota al grande pubblico. Altri brani contenuti in As Supernovas, come "Como Tu" (in coppia con Margareth Menezes), "Abalou" e "Quando a Chuva Passar" hanno ottenuto piazzamenti degni di nota nelle classifiche musicali brasiliane; quest'ultimo brano, in particolare, è stato addirittura nominato per i Latin Grammy Awards.
Il 16 dicembre 2006 Ivete Sangalo si è esibita nello stadio più grande del mondo, il Maracanã, il cui spettacolo è stato registrato nel DVD As Supernovas Show. In questo modo, Sangalo è divenuta la seconda cantante brasiliana ad aver organizzato un concerto al Maracanã stadium, dopo il duo Sandy & Junior nel 2002.
Il 4 settembre 2010 Ivete Sangalo ha registrato al Madison Square Garden di New York il suo DVD "Multishow ao vivo - Ivete Sangalo no Madison Square Garden".
Nel 2013 canta con Laura Pausini Le Cose che vivi in occasione dell'uscita della raccolta per i 20 anni di carriera della cantante italiana.

## Discografia

### Con il gruppo Banda Eva (1993-1998)
- Banda Eva (1993)
- Pra Abalar (1994)
- Hora H (1995)
- Beleza Rara (1996)
- Banda Eva Ao Vivo (1997)
- Banda Eva, Você e Eu (1998)

### Da solista (1999-oggi)
- Ivete Sangalo (1999)
- Beat Beleza (2000)
- Festa (2001)
- Se Eu Não Te Amasse Tanto Assim (2002)
- Clube Carnavalesco Inocentes em Progresso (2003)
- MTV ao Vivo (2004)
- As Supernovas (2005)
- Novo Millennium (2005)
- O melhor de Ivete Sangalo (2006)
- Multishow ao vivo: Ivete no Maracanã (2007)
- Perfil (2008)
- A casa amarela - in collaborazione con Saulo Fernandes (2008)
- Multishow registro Pode Entrar (2009)
- Multishow Ao Vivo: Ivete Sangalo no Madison Square Garden (2010)
- Ivete Sangalo duetos (2010)
- Especial Ivete Gil Caetano (2012)
- Real fantasia (2012)
- Multishow ao vivo: 20 años (2014)
- Sai do chão - O carnaval de Ivete Sangalo (2015)
- Acustico em Trancoso parte 1 (2016)
- Acustico em Trancoso parte 2 (2016)
- Ivete Sangalo duetos 2 (2017)
- Live experience ao vivo em São Paulo/2018 (2019)
- Arraià da veveta (2020)
- Onda boa com Ivete (2022)

## Filmografia
- Gabriela - telenovela (2012)